# ساختمان چاه ماه
بقایای ساختمان چاه ماه مربوط به دوران‌های تاریخی پس از اسلام است و در شهرستان درمیان، حاشیه شرقی شهر طبس مسینا واقع شده و این اثر در تاریخ ۲۳ بهمن ۱۳۸۵ با شمارهٔ ثبت ۱۷۳۸۱ به‌عنوان یکی از آثار ملی ایران به ثبت رسیده است.
ساختمان چاه ماه طبس مسینا در فهرست آثار ملی ایران به ثبت رسیده است و طبق گفته هایی که سینه به سینه نقل شده، گفته میشود در قدیم الایام شب هنگام ماهی از درون چاه بر فراز شهر می‌رفته و شهر را نورانی میکرده است و این کار توسط شخصی به نام المقنع انجام شده است.
تا حدود دهه ۵۰ شمسی هم  مردم طبس مسینا شکل ماه رو داخل چاه میدیدن.
اطلاعات موجود در کتب تاریخی حکایت دارد که المقنع آدمی باسواد و  مسلط به علوم زیادی بوده است و در شهر نخشب که امروزه در ازبکستان قرار دارد و جزو خراسان قدیم بوده، معجزه ی خودش یعنی ماه رو  شب از چاه میبرده بالای شهر و مساحتی در حدود ۴ فرسخ در ۴ فرسخ را روشن می کرده است. حالا اینکه پیروان زیادی داشته و با حاکمان عباسی در مبارزه بوده می‌گذریم.
اما نکته ی جالب و سوال برانگیز ماجرا این است که با گذشت بیش از ۱۲۰۰ سال از ماجرای ماه نخشب و شخص المقنع،  ساختمان چاه ماه در طبس مسینا وجود دارد، همچنین نحوه ی کارالمقنع  از بزرگترین معماهای تاریخی است که حتی دانشمندانی مانند ابوریحان بیرونی نیز روی این موضوع تحقیق کردند و جواب دقیقی نیافتند.
به هر حال چند حالت رو میشود متصور شد:
۱. اینکه المقنع در دو شهر نخشب و طبس مسینا معجزه ی خود یعنی ماه رو اجرایی کرده است.
۲. با توجه به وجود ساختمان چاه ماه در طبس مسینا این ماه فقط در طبس مسینا قرار داشته است.
نکته ی جالب حکایت حمدالله مستوفی از طبس مسینا در سال ۷۴۰ هجری قمری(هفتصد سال پیش) است که به وجود ۳ چاه در شهر ما اشاره دارد به شرح ذیل:
((طبس مسینان از اقلیم سیم است. شهری کوچک است و گرمسیر و عناب فراوان بود و آبش از کاریز. غلات این قصبه هر هفتاد روز آب خورد و غلات مواضع که در حوالی آن است هر هفت روز آب بخورد. و در آن ولایت چاهی بود که خاک آن مقداری دانه جاروس (2) ۞، هر که بخوردی در حال بمرد؛ اما در این نزدیکی آن چاه را انباشته‌اند و هم در آن ولایت چاهی است که در زمستان آب بسیار در آن چاه می‌رود و در تابستان بیرون می‌آید و بدان زراعت می‌کنند و چاهی دیگر هست که هر وقت در آن چاه نگاه می‌کنند شکل ماهی می‌نماید))
به هر حال با توجه به متون کتب تاریخی، بقایای ساختمان چاه ماه در طبس مسینا، ظهور و قیام شخصی بنام المقنع در سده ی دوم هجری شمسی در خراسان، اهمیت ساختمان چاه ماه و اهمیت کاری که المقنع انجام داده است قابل مطالعه و تحقیق می باشد و به قولی آب در کوزه و ما گرد جهان میگردیم.
محققین تاریخ در ایران می توانند در شهری از کشور خودشان به نام طبس مسینا ناگفته هایی از دل تاریخ خراسان بزرگ را آشکار کنند.